# Équipe de Serbie-et-Monténégro masculine de basket-ball
Cet article traite de l'équipe masculine. Pour l'équipe féminine, voir Équipe de Serbie-et-Monténégro féminine de basket-ball.
Maillots
Actualités
L’équipe de Serbie-et-Monténégro de basket-ball est une sélection nationale active de 2003 à 2006, regroupant les joueurs serbo-monténégrins.

## Historique
Elle faisait partie des meilleures équipes nationales au monde, et succéda en 2003 à l’équipe de Yougoslavie lorsque la République fédérale de Yougoslavie changea son nom en Serbie-et-Monténégro.
Sa participation au championnat du monde de basket-ball 2006 fut sa dernière participation à une compétition internationale puisque, à la suite de l’indépendance du Monténégro en juin 2006, la FIBA a officialisé la scission en équipe de Serbie et en équipe du Monténégro.
L’équipe de Serbie prend officiellement la suite de l’équipe de Serbie-et-Monténégro.

## Parcours aux Jeux olympiques
- 2004 : 11e

## Parcours auxChampionnats du Monde
- 2006 : 11e

## Parcours auxChampionnats d'Europe
- 2003 : 6e
- 2005 : 9e-12e